# Mitte (Brema)
Mitte, Bremen-Mitte — dzielnica miasta Brema w Niemczech, w okręgu administracyjnym Mitte, w kraju związkowym Brema. 
Leży w samym centrum miasta, na prawym brzegu Wezery.